# Lijst van voetbalinterlands Armenië - Slowakije
Deze lijst van voetbalinterlands is een overzicht van alle officiële voetbalwedstrijden tussen de nationale teams van Armenië en Slowakije. De landen speelden tot op heden twee keer tegen elkaar. De eerste ontmoeting tussen beide landen was een kwalificatiewedstrijd voor het Europees kampioenschap voetbal 2012 op 8 oktober 2010 in Jerevan. Het laatste duel, de returnwedstrijd in dezelfde kwalificatiereeks, werd gespeeld in Žilina op 6 september 2011.

## Wedstrijden
| № | Plaats  | Datum            | Competitie           | Wedstrijd           | Uitslag |
| - | ------- | ---------------- | -------------------- | ------------------- | ------- |
| 1 | Jerevan | 8 oktober 2010   | EK 2012 kwalificatie | Armenië − Slowakije | 3 − 1   |
| 2 | Žilina  | 6 september 2011 | EK 2012 kwalificatie | Slowakije – Armenië | 0 – 4   |

## Samenvatting
| Competitie      | Totaal gespeeld | Winst Armenië | Gelijk | Winst Slowakije | Doelsaldo Armenië – Slowakije |
| --------------- | --------------- | ------------- | ------ | --------------- | ----------------------------- |
| EK-kwalificatie | 2               | 2             | 0      | 0               | 7 − 1                         |
| Totaal          | 2               | 2             | 0      | 0               | 7 − 1                         |

Wedstrijden bepaald door strafschoppen worden, in lijn met de FIFA, als een gelijkspel gerekend.